# Judo na Igrzyskach Luzofonii 2009
Wyniki zawodów w judo, rozegranych podczas 2. Igrzysk Luzofonii w Lizbonie. Zawody odbywały się na arenie Pavilhão Atlântico.

## Mężczyźni
| Kat. wagowa |                    |                 |                              |
| ----------- | ------------------ | --------------- | ---------------------------- |
| -60 kg      | Felipe Kitadai     | Kin Wai Wong    | −                            |
| -66 kg      | Tiago Lopes        | Bruno Luzia     | Laurindo Fonseca Luiz Revite |
| -73 kg      | Rodrigo Rocha      | Diogo de Couto  | Ângelo António               |
| -81 kg      | Nacif Elias Junior | Miguel Medeiros | Micael Fumo Eric Lima        |
| -90 kg      | Filipe Oliveira    | Hugo Silva      | Elio Santos                  |
| -100 kg     | Carlos Honorato    | Casemiro Bento  | Antonio Silva                |
| +100 kg     | Rafael Silva       | João Taveira    | Denis Oliveira               |

## Kobiety
| Kat. wagowa |                 |                   |                 |
| ----------- | --------------- | ----------------- | --------------- |
| -48 kg      | Daniela Polzin  | Leandra Freitas   | Siu Pon Leong   |
| -52 kg      | Raquel Silva    | Marta Santos      | Chi Ieng Vong   |
| -57 kg      | Mariana Barros  | Joana Cesario     | Ka Mei Cheang   |
| -63 kg      | Mariana Silva   | Andreia Cavalleri | −               |
| -70 kg      | Antónia Moreira | Natália Bordignon | Verónica Raposo |
| -78 kg      | Yahima Ramirez  | Claudirene César  | −               |
| +78 kg      | Priscila Silva  | Joana Costa       | −               |

## Tabela medalowa
| Poz. | Państwo:                      |    |   |   | Łącznie: |
| 1    | Brazylia                      | 11 | 2 | 1 | 14       |
| 2    | Portugalia                    | 2  | 9 | 2 | 13       |
| 3    | Angola                        | 1  | 1 | 3 | 5        |
| 4    | Makau                         | 0  | 1 | 3 | 4        |
| 5    | Mozambik                      | 0  | 1 | 1 | 2        |
| 6    | Republika Zielonego Przylądka | 0  | 0 | 2 | 2        |